# Lammassaari (ö i Keuru, Pohjoisjärvi)
Lammassaari är en ö i Finland. Den ligger i sjön Pohjoisjärvi och i kommunen Keuru i den ekonomiska regionen  Keuru  och landskapet Mellersta Finland, i den södra delen av landet, 230 km norr om huvudstaden Helsingfors. Öns area är 3,6 hektar och dess största längd är 480 meter i nord-sydlig riktning.